# 陳卓琳
陳卓琳（Charlie Chan，2002年12月26日—），香港女子競技體操運動員（香港體育學院兼職運動員）。就讀於香港理工大學放射治療學系。

## 簡歷
陳卓琳2歲便開始學習體操，9歲首次入選香港代表隊。
中學就讀於王肇枝中學。大學就讀於香港理工大學放射治療學系。
雖然被視為港隊的主力，但屢次因狀態或傷患錯過參加大賽的機會，如2018年亞洲運動會、2022年亞洲運動會、2023年夏季世界大學運動會。
與體操隊大師姐黃曉盈、游泳界歐鎧淳等女性運動員一樣，已簽經理人代接商業工作，經理人現為麥紫玲。

## 主要賽事
- 2017年第十三屆全運會，香港體操隊最年輕代表[1]
- 2017年亞洲青少年體操錦標賽：跳馬第五名[5]
- 2023/2024年度全港競技體操公開及新秀比賽：自由操、平衡木、個人全能金牌[2]